# Makoto Iijima
Makoto Iijima (飯島 誠, Iijima Makoto, Hino, Tóquio, 12 de fevereiro de 1971) é um ciclista profissional olímpico japonês. Após um breve período em 2005 com a equipe Sumitra Ravanello-Pearl Izumi, juntou-se a partir de 2008 até 2010 a equipe Bridgestone Anchor.[carece de fontes?]
Iijima representou seu país na corrida por pontos masculino nos Jogos Olímpicos de Verão de 2008, em Pequim.